# NGC 6025

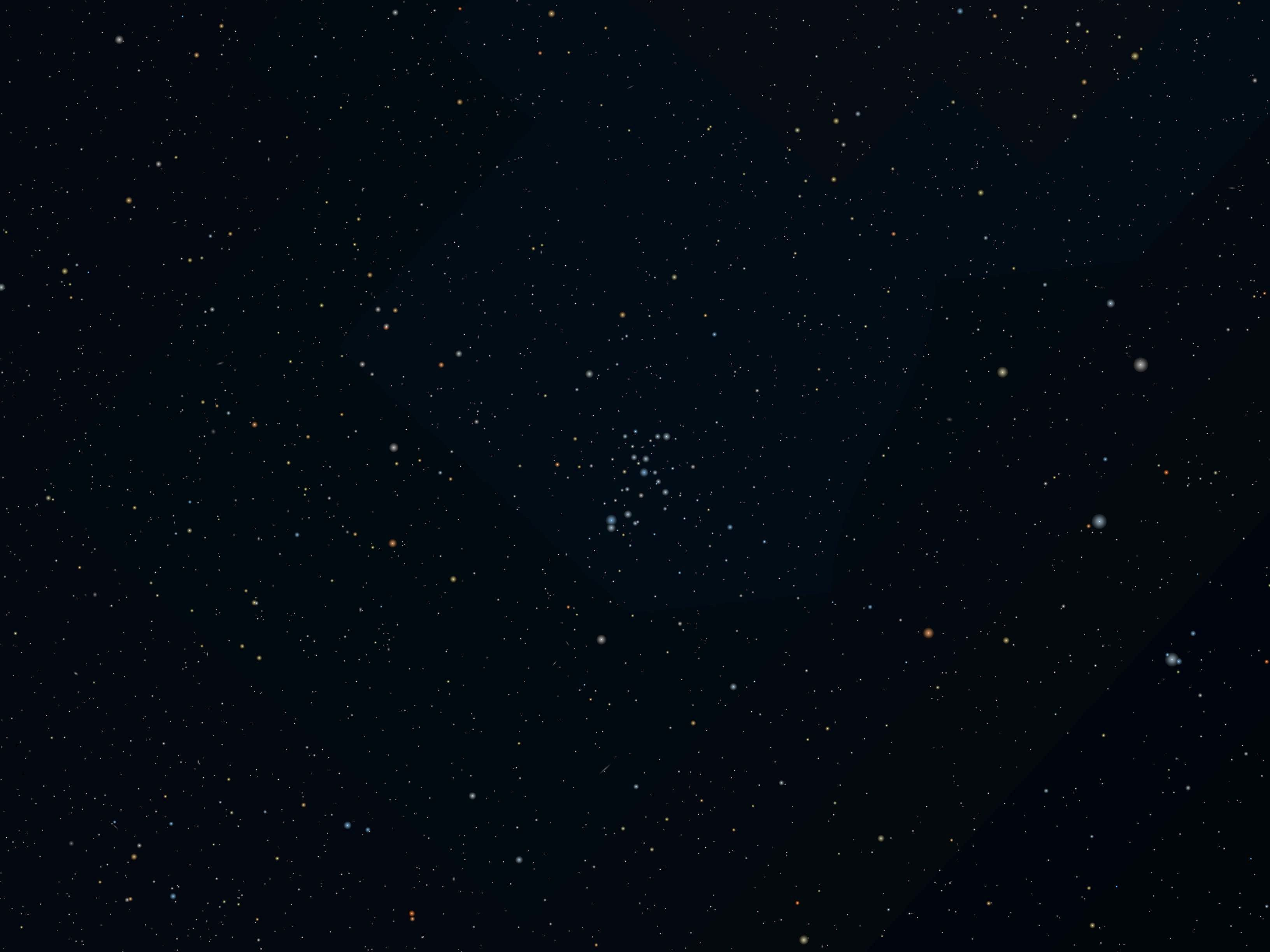
NGC 6025

NGC 6025 sau Caldwell 95 este un roi deschis din constelația Triunghiul Austral. 